# Borna Sosa
Borna Sosa (ur. 21 stycznia 1998 w Zagrzebiu) – chorwacki piłkarz grający na pozycji obrońcy  w holenderskim klubie Ajax.

## Kariera klubowa
Jest wychowankiem Dinama Zagrzeb, w którym rozpoczął treningi w wieku 8 lat. W pierwszej drużynie tego klubu zadebiutował 7 marca 2015 w wygranym 2:0 meczu z NK Zagreb. Zdobył z tym klubem mistrzostwo Chorwacji w sezonie 2014/2015. W styczniu 2016 podpisał pięcioletni kontrakt z tą drużyną. W sezonie 2015/2016 po raz kolejny zdobył z klubem mistrzostwo kraju, a także puchar Chorwacji. W sezonie 2016/2017 ponownie wywalczył z klubem puchar kraju. W maju 2018 podpisał pięcioletni kontrakt z VfB Stuttgart.

## Kariera reprezentacyjna
Młodzieżowy reprezentant Chorwacji w kadrach od U-14 do U-21.